# Željko Petrović
Željko Petrović (szerbül: Жељко Петровић, Nikšić, 1965. november 13. –) szerb válogatott labdarúgó, edző.
A jugoszláv válogatott tagjaként részt vett az 1998-as világbajnokságon.

## Sikerei, díjai
- PSV Eindhoven
  - Holland bajnok: 1996-97
  - Holland szuperkupa: 1996, 1997